# Парищи
Па́рищи — деревня в Ретюнском сельском поселении Лужского района Ленинградской области.

## История

### До XVIII века
Впервые упоминается в писцовых книгах Шелонской пятины 1501 года, как деревня Парищи — 1 обжа в Дремяцком погосте Новгородского уезда.

### XVIII век — начало XIX века
Деревня Парищи обозначена на карте Санкт-Петербургской губернии 1792 года, А. М. Вильбрехта.
Деревня Парищи упоминается на карте Санкт-Петербургской губернии Ф. Ф. Шуберта 1834 года.

ПАРИЩИ — деревня принадлежит ротмистру Ивану Неплюеву, число жителей по ревизии: 63 м. п., 64 ж. п. (1838 год)

Деревня Парищи отмечена на карте профессора С. С. Куторги 1852 года.

ПАРИЩА — деревня господина Неплюева, по просёлочной дороге, число дворов — 22, число душ — 76 м. п. (1856 год)

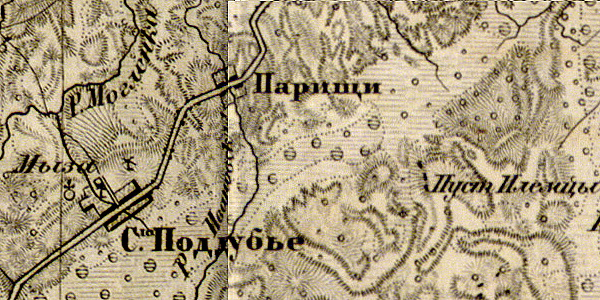
Деревня Парищи на карте 1863 года

В 1873—1875 годах временнообязанные крестьяне деревни выкупили свои земельные наделы у Н. И. Неплюева и стали собственниками земли.
В XIX веке деревня административно относилась ко 2-му стану Лужского уезда Санкт-Петербургской губернии, в начале XX века — к Поддубской волости 4-го земского участка 4-го стана.
По данным «Памятной книжки Санкт-Петербургской губернии» за 1905 год деревня Парищи входила в Поддубское сельское общество.

### 1917 — 1991 годы
По данным 1933 года деревня Парищи входила в состав Поддубского сельсовета Лужского района.
По данным 1966 года деревня Парищи также входила в состав Поддубского сельсовета.
По данным 1973 года деревня Парищи входила в состав Шильцевского сельсовета.
По данным 1990 года деревня Парищи входила в состав Ретюнского сельсовета.

### 1991 год — настоящее время
По данным 1997 года в деревне Парищи Ретюнской волости проживали 2 человека, в 2002 году — 4 человека (русские — 75 %).
В 2007 году в деревне Парищи Ретюнского СП проживали 6 человек.

## География
Деревня расположена в южной части района на автодороге 41К-681 (автодорога Псков — Крени).
Расстояние до административного центра поселения — 18 км.
Расстояние до ближайшей железнодорожной станции Серебрянка — 15 км.
Близ деревни протекает река Моглинка.

## Демография
| 1838 | 1997 | 2007 | 2010 | 2017 |
| ---- | ---- | ---- | ---- | ---- |
| 127  | ↘2   | ↘0   | ↗8   | ↘4   |

## Улицы
Проезжая.